# Élections au Canada

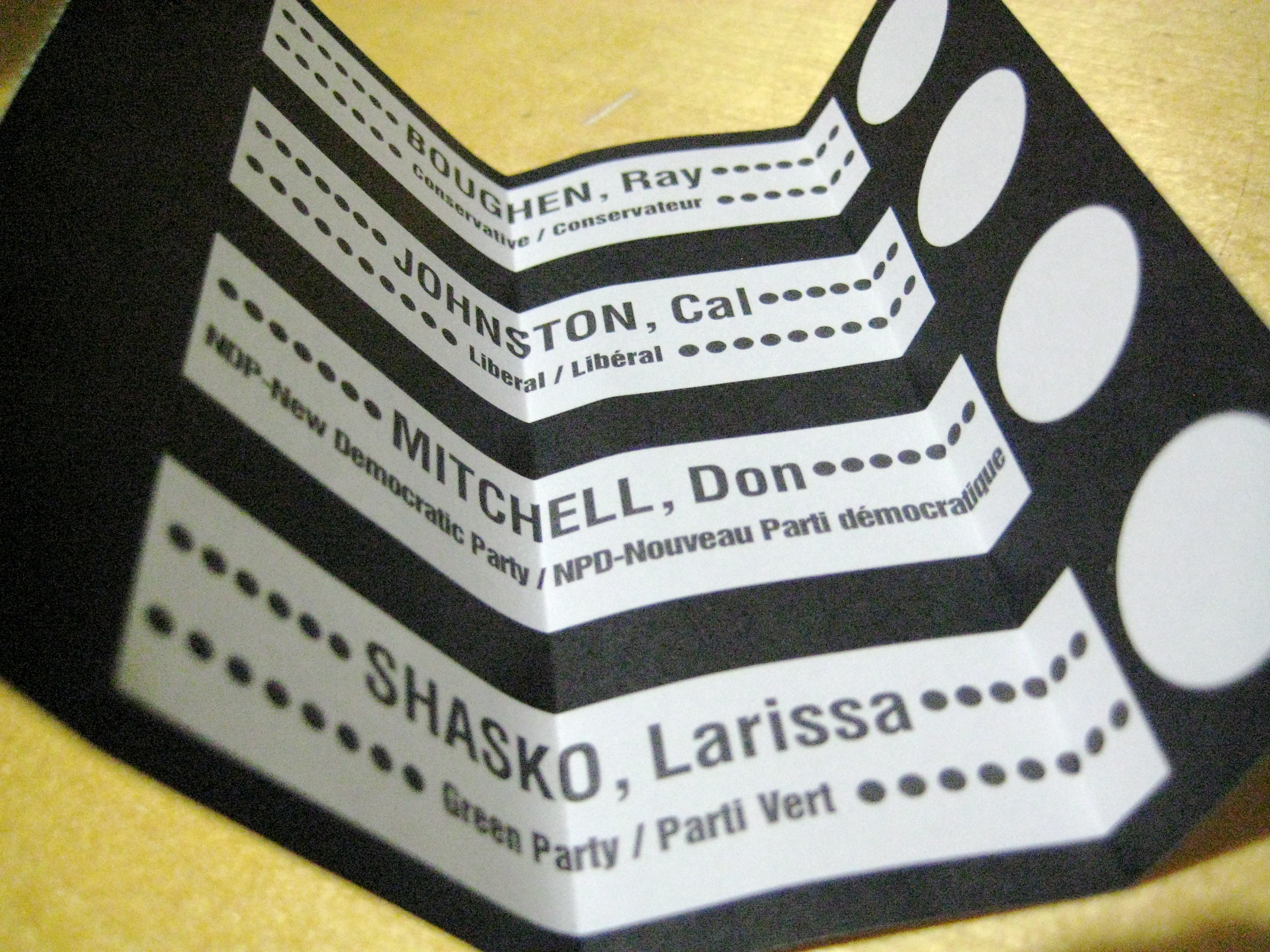
Un bulletin de vote.

Les élections au Canada ont lieu aux niveaux fédéral, provincial ou territorial, municipal ainsi que pour élire les organes autonomes des Premières Nations.

## Élections fédérales
Le Parlement du Canada comporte deux chambres. Alors que le Sénat est composé de 105 sénateurs nommés par le gouverneur général, sur conseil du premier ministre, la Chambre des communes est composé de 338 députés, élus au suffrage universel direct pour des mandats d'une durée maximale de quatre ans au scrutin uninominal majoritaire à un tour. Le vote se fait de façon anonyme.
Le premier ministre n'est pas élu mais nommé par le gouverneur général parmi les députés : le gouverneur général choisit le chef de parti le plus à même d'obtenir la confiance d'une majorité de députés de la Chambre des communes.
Le Canada dispose d'un système multi-partite avec de fortes disparités entre les régions du pays. Cinq partis sont actuellement représentés à la Chambre des communes. Toutefois, depuis la Confédération en 1867, seuls deux partis ont formé à tour de rôle le gouvernement : le Parti conservateur (et ses différents prédécesseurs) et le Parti libéral. Il n'est arrivé que cinq fois que, lorsqu'un de ces deux partis formaient le gouvernement, l'autre ne soit pas le second parti : en 1921 (le Parti progressiste est alors deuxième mais laisse la place d'Opposition officielle aux conservateurs), de 1993 à 2000 (la droite est alors divisée et le Parti progressiste-conservateur est relégué en cinquième position) et de 2011 à 2015 (le NPD passe devant le Parti libéral).
Les élections fédérales sont administrées par Élections Canada, un organisme indépendant du gouvernement.

### Circonscriptions

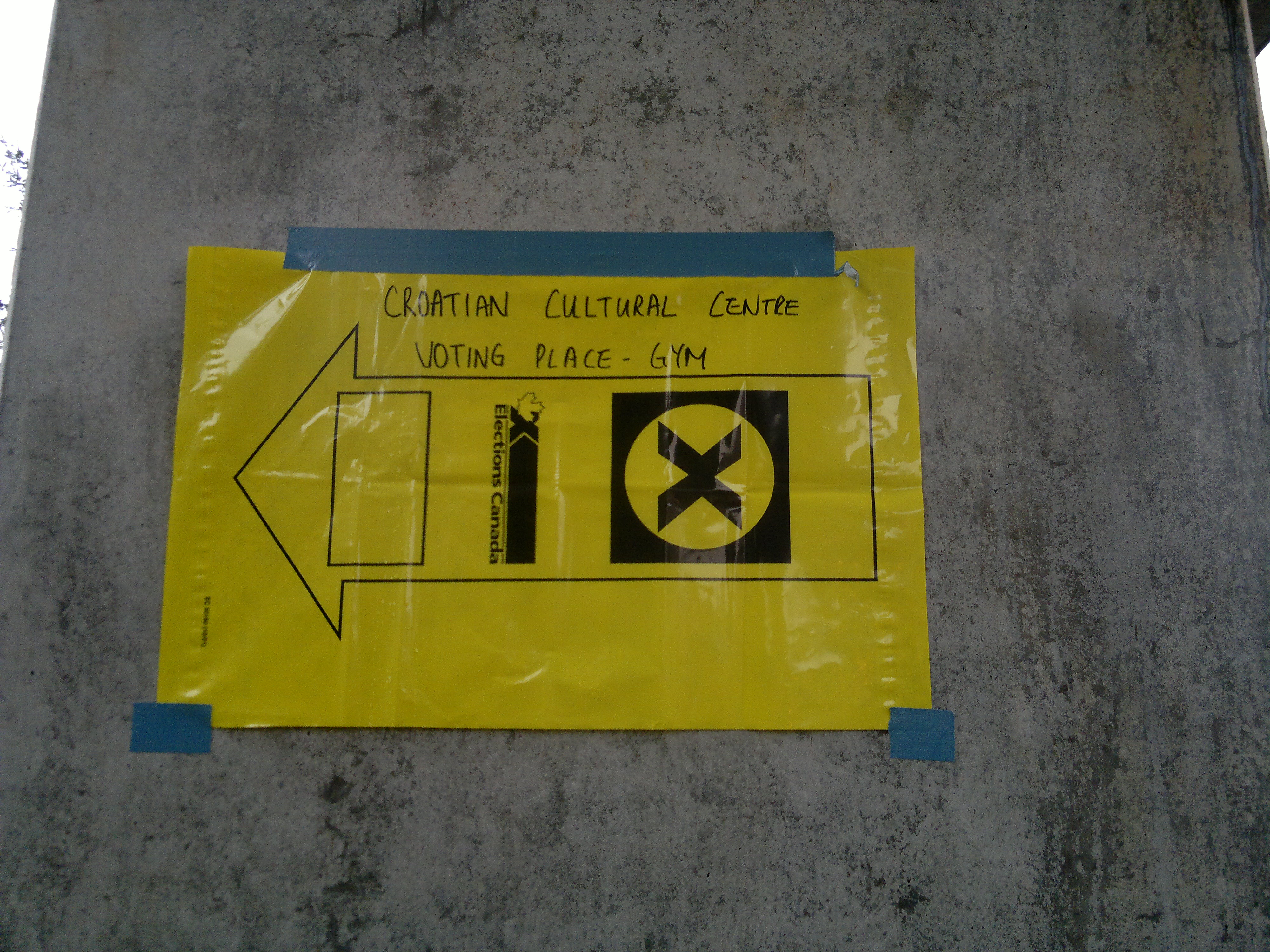
Panneau d'Élections Canada indiquant un bureau de vote pour les élections fédérales de 2011.

Pour l'élection de la Chambre des communes, le Canada est divisé en circonscriptions électorales (souvent appelées « comtés »). Par le passé, une circonscription pouvait élire un ou plusieurs députés mais, de nos jours, un seul député est élu par circonscription au scrutin uninominal majoritaire à un tour.
Il y a actuellement 343 circonscriptions.

### Calendrier électoral
L'article 4 de la Charte canadienne des droits et libertés oblige à ce qu'une législature n'excède pas quatre années après le retour des brefs de la précédente élection. Précédemment, le premier ministre pouvait solliciter la dissolution de la Chambre des communes à n'importe quel moment dans cet intervalle et ainsi fixer lui-même la date des élections
Toutefois, en 2006, le Parlement a adopté un amendement à la Loi électorale qui oblige les élections à avoir lieu le troisième lundi d'octobre dans la quatrième année civile qui suit les précédentes élections. Cependant, la nouvelle loi ne restreint pas le pouvoir du gouverneur général de dissoudre la Chambre lorsqu'il le juge opportun. Dans les faits, des élections anticipées peuvent donc toujours être déclenchées à la demande du premier ministre, soit de sa seul volonté (par exemple pour les élections de 2008) soit parce qu'il a perdu la confiance de la Chambre (par exemple pour les élections de 2011).
La durée officielle des campagnes électorales peut varier, mais la Loi électorale prévoit une durée minimale de 36 jours. Il n'y a aucune limite maximale explicite à la durée d'une campagne électorale mais l'article 5 de la Charte canadienne des droits et libertés stipule que le Parlement doit siéger au moins une fois tous les douze mois ; ainsi, une campagne électorale doit se conclure à temps pour que les brefs soient complétés et qu'une session parlementaire débute dans les douze mois suivant la séance précédente.  La plus longue campagne électorale fut celle de l'élection fédérale canadienne de 2015, qui a duré 79 jours suivant. Avant l'adoption de la loi obligeant à un minimum de 36 jours, il y eut six élections qui ont eu une durée plus courte (la dernière était l'élection de 1904, plusieurs décennies avant l'adoption de la loi) et, avant 1997, la durée moyenne d'une campagne électorale était beaucoup plus longue : mis à part l'élection de 1993 d'une durée de 47 jours, la campagne électorale la plus courte après la Seconde Guerre mondiale était d'une durée de 57 jours, et plusieurs ont dépassé les 60 jours.

### Résultat de la dernière élection fédérale tenue le 28 avril 2025
| PARTI                        | SIÈGES |
| ---------------------------- | ------ |
| Parti libéral du Canada      | 169    |
| Parti conservateur du Canada | 144    |
| Bloc québécois               | 22     |
| Nouveau Parti démocratique   | 7      |
| Parti vert du Canada         | 1      |
|                              |        |
| T O T A L                    | 343    |

### Répartition actuelle (27 mai 2025)
| PARTI                        | SIÈGES |
| ---------------------------- | ------ |
| Parti libéral du Canada      | 169    |
| Parti conservateur du Canada | 144    |
| Bloc québécois               | 22     |
| Nouveau Parti démocratique   | 7      |
| Parti vert du Canada         | 1      |
| Sièges vacants               | 0      |
|                              |        |
| T O T A L                    | 343    |

### Élections partielles

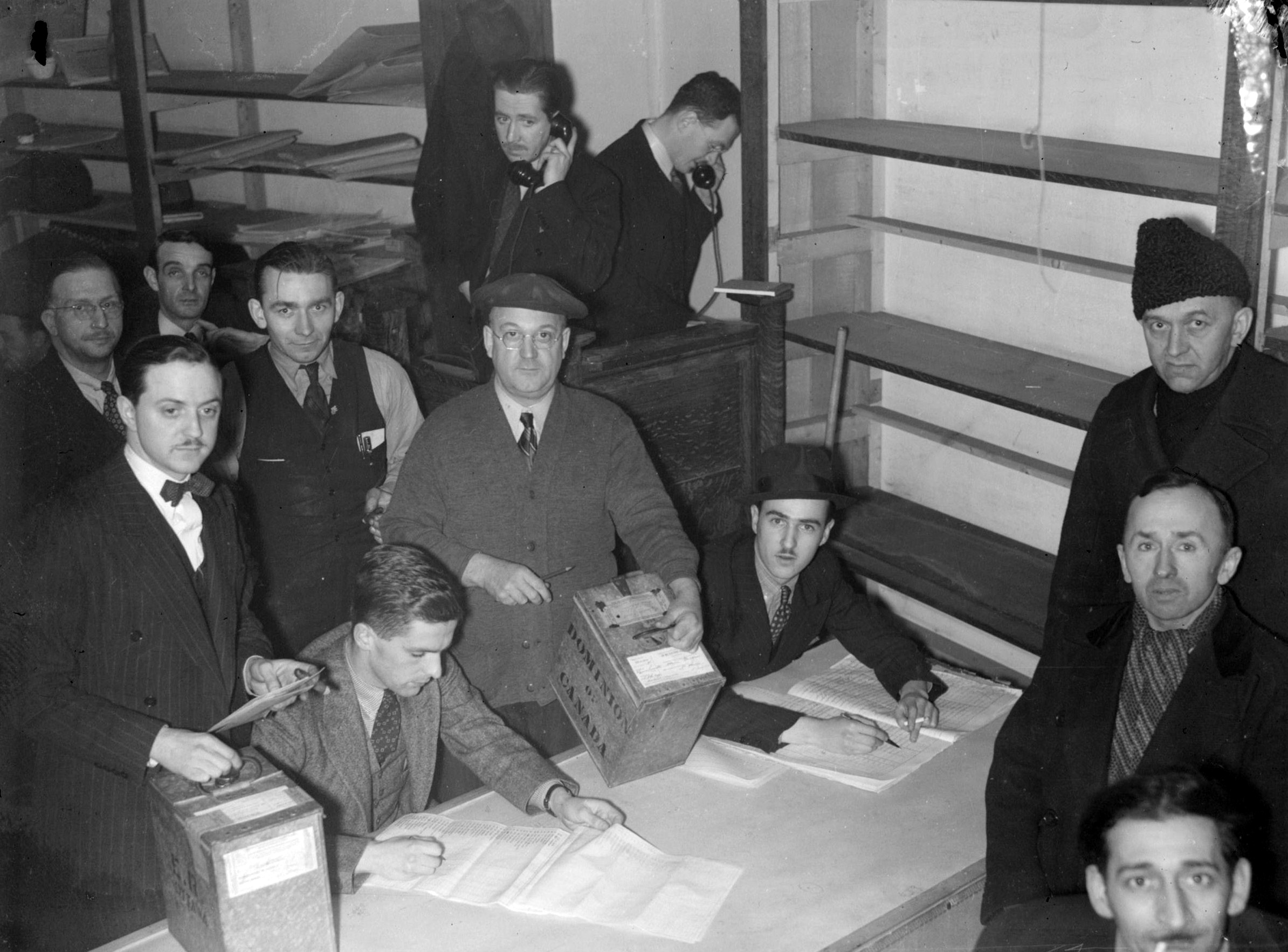
Dépouillement lors d'une élection partielle en 1938.

Une élection partielle est organisée entre deux élections générales lorsqu'un siège devient vacant à la suite du décès ou de la démission d'un député. La date est déterminée par le gouverneur général et a lieu entre le 11e et le 180e jour après que la vacance a été notifiée par le président de la Chambre des communes.

### Référendum
La Constitution du Canada ne prévoit pas l'organisation de référendums nationaux, mais ceux-ci peuvent être organisés en vertu d'une loi. À ce jour, trois ont eu lieu :
- en 1898 sur la prohibition de l'alcool,
- en 1942 sur la conscription,
- en 1992 sur l'accord de Charlottetown.

## Élections provinciales

### Système électoral
À ce jour, toutes les provinces et territoires du Canada utilisent le scrutin uninominal à un tour pour l'élection de leur législature.
Dans deux territoires, au Nunavut et dans les Territoires du Nord-Ouest, il n'y a pas de partis politiques et tous les candidats se présentent comme indépendants.

### Partis politiques
Au Canada, il est fréquent que les partis politiques provinciaux soient dissociés des partis politiques fédéraux.
Ainsi, seules les branches provinciales du NPD sont toutes affiliées au parti fédéral, même si certaines sont considérées moins à gauche comme le NPD de Colombie-Britannique. Le NPD n'est par ailleurs pas actif sur la scène provinciale au Québec.
La plupart des partis libéraux provinciaux sont affiliés au Parti libéral du Canada, mais ce n'est pas le cas du Parti libéral de la Colombie-Britannique (considéré comme plus proche des conservateurs fédéraux) et du Parti libéral du Québec (dont les positions sur les questions constitutionnelles ont pu être très différentes du parti fédéral). Le Parti conservateur du Canada n'est pas organiquement lié aux différents partis conservateurs provinciaux (qui portent encore, pour la plupart, l'appellation « progressiste-conservateur »). Comme pour les conservateurs, les partis verts provinciaux ne sont pas affiliés au Parti vert du Canada.

### Résultats
Le tableau suivant établit une liste des plus récentes élections générales provinciales et territoriales. Le parti gagnant est indiqué en caractères gras et par la barre de couleur à gauche dans le tableau. Le tableau n'indique que les résultats de l'élection et non la composition actuelle des différentes législatures — cliquez sur le nom de la province ou territoire pour connaître les détails actuels.
| Province                | Date       | Date |              |         |     |      |                                                                        | Total sièges |
| Province                | Date       | Date | Conservateur | Libéral | NPD | Vert | Autre                                                                  | Total sièges |
| Colombie-Britannique    | 19/10/2024 |      | 44           |         | 47  | 2    |                                                                        | 93           |
| Alberta                 | 29/5/2023  |      | 49           |         | 38  |      |                                                                        | 87           |
| Saskatchewan            | 28/10/2024 |      |              |         | 27  |      | 34 (Parti saskatchewanais)                                             | 61           |
| Manitoba                | 3/10/2023  |      | 22           | 1       | 34  |      |                                                                        | 57           |
| Ontario                 | 27/2/2025  |      | 80           | 14      | 27  | 2    | 1 (Indépendant)                                                        | 124          |
| Québec                  | 3/10/2022  |      |              | 21      |     |      | 90 (Coalition avenir Québec) 11 (Québec solidaire) 3 (Parti québécois) | 125          |
| Nouveau-Brunswick       | 21/10/2024 |      | 16           | 31      |     | 2    |                                                                        | 49           |
| Nouvelle-Écosse         | 26/11/2024 |      | 43           | 2       | 9   |      | 1 (Indépendant)                                                        | 55           |
| Île-du-Prince-Édouard   | 3/4/2023   |      | 22           | 3       |     | 2    |                                                                        | 27           |
| Terre-Neuve-et-Labrador | 25/3/2021  |      | 13           | 22      | 2   |      | 3 (Indépendants)                                                       | 40           |
| Yukon                   | 12/4/2021  |      |              | 8       | 3   |      | 8 (Parti du Yukon)                                                     | 19           |

Notez que le Nunavut n'a pas de partis politiques. Dans les Territoires du Nord-Ouest, les partis politiques ont été dissous en 1905.